# Ипут
Ипут (на беларуски: Іпуць; на руски: Ипуть) е река в Беларус (Могильовска област), Русия (Смоленска и Брянска област) и отново в Беларус (Гомелска област), ляв приток на Сож (ляв приток на Днепър). Дължината ѝ е 437 km, а площта на водосборния ѝ басейн – 10 900 km².
Река Ипут води началото си от крайните югозападни разклонения на Смоленското възвишение, в източната част на Могильовска област на Беларус, на 183 m н.в. и се насочва на изток. На около 35 km от извора си реката навлиза в Смоленска област на Русия, където течението ѝ постепенно завива на югоизток, юг и юг-югозапад, преминава през западната част на Брянска област на Русия, завива на запад и отново навлиза на територията на Беларус, в Гомелска област.
Влива се отляво в река Сож (ляв приток на Днепър), в чертите на град Гомел, на 111 m н.в. По цялото си протежение Ипут е типична равнинна река (наклон – 0,2 m/km), като тече в плитка трапецовидна долина с ниски брегове. В горното ѝ течение долината ѝ е широка 1 – 1,5 km, в средното течение – 2,5 – 3,5 km, в долното течение – 4 – 8 km. Основните ѝ притоци са леви: Вороница, Надва, Воронуса, Унеча. Има предимно снежно подхранване. Средният годишен отток при село Нови Бобовичи е 83,4 km³/s, в устието – 55,6 km³/s. Замръзва в края на ноември, а се размразява в края на март или началото на април. Плавателна е за плиткогазещи съдове в долното си течение. По бреговете на реката са разположени: село Ершичи, районен център в Смоленска област, град Сураж и сгт Вишков в Брянска област, градовете Добруш и Гомел в Гомелска област.
- Карта на водосборния басейн на река Ипут
- Карта на водосборния басейн на река Днепър